# Ергойєна
Ергойєна (баск. Ergoiena, ісп. Ergoyena) — муніципалітет в Іспанії, у складі автономної спільноти Наварра. Населення — 426 осіб (2009).
Муніципалітет розташований на відстані близько 310 км на північний схід від Мадрида, 31 км на захід від Памплони.
На території муніципалітету розташовані такі населені пункти: (дані про населення за 2009 рік)
- Лісаррага: 212 осіб
- Доррао/Торрано: 110 осіб
- Унану: 104 особи

## Демографія
Динаміка населення (INE ):

## Галерея зображень

Розташування муніципалітету